# Calophasidia
Calophasidia é um gênero de traça pertencente à família Arctiidae.